# Ставракий (евнух)
Ставракий (греч. Σταυράκιος ум. 3 июня 800) — византийский евнух, наиболее влиятельный государственный деятель в годы правления византийской императрицы Ирины (797—802 годы). В годы правления её малолетнего сына Константина VI при регентстве Ирины (781—790 годы) он был назначен дромологофетом и стал одним из её самых близких подчинённых. С началом самостоятельного правления Константина Ставракий был изгнан и пострижен в монахи, однако затем вернулся к государственной службе после свержения императора и воцарения Ирины.

## Деятельность в годы регентства Ирины
Сведения о Ставракии впервые появляются в источниках в 781 году, когда Ирина, которая была регентом своего малолетнего сына, императора Константина VI, назначила его на должность дромологофета Византийской империи. Благодаря этому назначению он получил придворный чин патрикия. По словам летописца Феофана Исповедника, в годы регентства Ставракий был «выдающимся человеком своего времени, ответственным за всё». Его назначение стало частью последовательной политики матери императора, которая полагалась на придворных евнухов, назначая их на должности чиновников и военачальников. Причина такого поведения, по большей части, крылась в недоверии к полководцам покойного супруга Ирины Льва IV, и, в особенности, его отца Константина V. Они, будучи сторонниками Исаврийской династии и их яростной иконоборческой политики, могли стать угрозой её положению. Например, уже спустя несколько недель после смерти Льва IV Ирина предотвратила дворцовый заговор, организованный с целью посадить на трон его брата, цезаря Никифора.
Такое усиление положения евнухов и зависимость императрицы от них вызвали некоторую враждебность к Ставракию в армии. В 782 году произошло вторжение войск Аббасидского халифата под руководством наследника страны Харун ар-Рашида. По мнению византийского хрониста, именно из-за его назначения на столь важный пост армянский стратиг фемы Букеларии Тачат в 782 году перешёл на сторону противника. Эта измена стала решающим ударом для византийцев, которым к тому моменту почти удалось окружить аббасидов. По предложению армянина, Харун запросил о переговорах, но когда прибыли послы, в том числе Ставракий, их схватили и удерживали в заложниках. На тот момент Тачат и его люди уже открыто перешли на сторону халифата. Ставракий и прочие были освобождены только после того, как Ирина приняла суровые условия мира от халифа о заключении перемирия на три года с условием ежегодной выплаты, по данным арабского историка Ат-Табари, 70 или 90 тысяч золотых динаров и 10 000 шёлковых одежд.
В следующем году Ставракий возглавил поход против славянских племён Греции. Выйдя из столицы империи, Константинополя, имперская армия прошла по побережью Фракии до Македонии, а затем направилась на юг в Фессалию, Центральную Грецию и на Пелопоннес. Эта кампания в некоторой степени восстановила власть империи в регионе; в ходе неё с местных жителей была собрана дань. Императрица Ирина вознаградила верного евнуха за успешное окончание похода, позволив ему провести триумф на константинопольском ипподроме в январе 784 года.
Воодушевлённая этим успехом, за которым последовало полное восстановление влияния империи над бо́льшей частью Фракии вплоть до Филиппополя, Ирина направила свои силы на то, чтобы вновь узаконить почитание икон, которое было запрещено ещё её свёкром Константином V. Был созван новый Вселенский собор. Первоначально, в 786 году, он проводился в Церкви Апостолов в Константинополе, но солдаты тагмы, основанной Константином V и оставшиеся верными его иконоборческой политике, собрались снаружи в знак протеста и вынудили участников собора разойтись. Для их нейтрализации, Ирина отправила солдат на военную базу Малагина в Вифинии якобы в рамках подготовки похода против арабов. Там около 1500 бойцов было уволено, а Ставракий привёл верные войска из фракийской фемы для обороны столицы. Следом, при его поддержке, Ирина вновь собрала собор в Никее, лишив должностей самых непокорных епископов-иконоборцев. Вследствие этих событий иконоборчество было отвергнуто как ересь, а иконопочитание восстановлено.

## Деятельность в годы правления Константина
По данным хронистов, в 788 году Ставракий вместе с Ириной присутствовал в качестве судьи на смотре невест для 17-летнего императора Константина VI. В качестве невесты ими была выбрана Мария Амнийская, хотя сам император был недоволен разрывом помолвки с прошлой избранницей, Ротрудой, дочерью Карла Великого. С того момента он стал возмущаться излишним контролем матери над государственными делами и был крайне недоволен той властью, которую она даровала своим евнухам. Вместе с несколькими доверенными лицами, Константин подготовил заговор с целью ареста Ставракия и изгнания его на Сицилию до тех пор, пока он де-факто станет соправителем Ирины. Однако их планы были сорваны самим евнухом, который убедил императрицу-мать заключить в тюрьму, подвергнуть пыткам или изгнать соратников императора. Сам же Константин был помещён под домашний арест. Затем Ирина появилась перед армией и потребовала от них присяги на верность, формулировка которой обязывала солдат защищать в первую очередь её интересы, а не интересы императора. Это требование спровоцировало мятеж солдат фемы Армениакон, который затем распространился по всей стране. Войска собрались в Вифинии и потребовали освобождения Константина. Подчинившись их давлению, Ирина сдалась, и в декабре 790 года Константин стал единоличным правителем страны. Его первым указом стала высылка Ставракия в Армению с пострижением в монахи. Следом император изгнал и остальных евнухов, которые были близкими сторонниками его матери.
Ирина осталась в заключении во дворце в гавани Элефтерия в столице и сохранила свой формальный титул императрицы-матери. Но затем, 15 января 792 года, по неясным причинам она была отозвана в основной императорский дворец с подтверждением её титула императрицы и восстановлением в качестве соправительницы, с аплодисментами со стороны солдат и граждан империи. Судьба Ставракия в тот момент вызывает споры, однако, скорее всего, он тоже был возвращён во дворец и принимал активное участие в управлении государством. Такой поворот событий вновь довёл армию до мятежа, однако главнокомандующий войсками Алексей Моселе находился в Константинополе. Несмотря на ранее данные гарантии безопасности, он был заключён в тюрьму, а затем ослеплён по приказу Ирины и Ставракия, которые стремились отомстить ему за роль в их свержении в 790 году.
Это действие оттолкнуло от императора большую часть армии, особенно армянские подразделения, которые ранее обеспечивали ему твёрдую опору в конфликтах с матерью. В 795 году обострились отношения Константина и церкви из-за так называемого «Мохианского противостояния», когда он развёлся с нелюбимой женой Марией и женился на своей любовнице Феодоте. В результате положение самой Ирины, а с ней и Ставракия по всей империи и в особенности среди столичной бюрократии стало очень сильно, и она стала строить заговоры против сына. Пока Ирина подкупала тагматов, Ставракий вместе с другими подручными сорвал экспедицию Константина против арабов, поскольку опасался, что победа повысит авторитет императора в глазах народа и армии. Когда император вернулся в столицу, он был схвачен и ослеплён. Хотя народу официально заявили, что император жив и находится в заключении, он, вероятнее всего, вскоре скончался от ран.

## Последние годы. Деятельность в годы правления Ирины
После заключения Константина VI, Ирина правила единолично. В то же время она стала заменять Ставракия другим могущественным евнухом и доверенным слугой Аэцием. Они активно противостояли друг другу, пытаясь привести родственников и знакомых к власти, чтобы сохранить влияние в империи.
Противостояние заметно усилилось, когда Ирина тяжело заболела в мае 799 года. При поддержке доместика схол Никиты, Аэций обвинил противника в планах узурпировать трон. Ирина провела собрание во дворце Иерии, на котором Ставракий был упрекнут в недобросовестности, однако отделался извинениями. Однако после этого он стал готовить ответный удар, подкупая тагмы. При этом у него, видимо, было не так уж и много сторонников среди командного состава армии. Согласно византийским законам, евнух не мог занимать престол императора, однако Ставракий, видимо, всё же пытался захватить его. Предупреждённая Аэцием, Ирина в феврале 800 года издала приказ, запрещающий контакты главного евнуха и военных. Эта мера привела к краху планов Ставракия, а также шаткому равновесию между ним и Аэцием, которого по-прежнему поддерживал Никита.
Вскоре после этого события Ставракий тяжело заболел. Согласно сообщениям хронистов, у него начался кашель с кровью. Тем не менее, врачи, монахи и прорицатели смогли убедить его, что он будет жить и сможет претворить свои планы в жизнь. Тогда Ставракий спровоцировал мятеж против Аэция в Каппадокии. К тому моменту его противник занял положение стратига фемы Анатолик, которое являлось высшей военной должностью в империи. Однако 3 июня 800 года, ещё до того, как известия о быстром подавлении восстания достигли Константинополя, Ставракий скончался.